# Daniele Casadei
Daniele Casadei (Castel San Pietro, 20 febbraio 1981) è un cestista italiano.

## Carriera
Ha iniziato la carriera nell'Andrea Costa Imola, squadra con cui ha esordito in Serie A1 nella stagione 1999-2000; nella stagione precedente aveva messo a referto 5 presenze, senza mai esordire in campo. Nel 2000-01 è ancora a Imola, e disputa 11 partite. Vanta 15 presenze totali in massima serie.
Nel 2001-02 è in Legadue alla Virtus Ragusa (12 presenze). Torna poi a Imola, sempre in Legadue; disputa due stagioni, mettendo a referto rispettivamente 17 e 28 presenze.
Nel 2004 si trasferisce alla Benedetto XIV Cento, e disputa 3 stagioni consecutive in Serie B1. Dopo il fallimento della società, si trasferisce alla Virtus Siena; in 4 stagioni di Serie B1 disputa 130 partite, vince 2 Coppe Italia (2008 e 2011) e disputa una finale play-off contro Latina. Nell'estate 2011 si trasferisce alla Fulgor Omegna; nella sua prima annata scende in campo in 34 occasioni e vince la Coppa Italia di categoria aggiudicandosi anche il premio come MVP della finale. 
Nella stagione 2012-13 torna in Toscana per vestire la maglia della Pallacanestro Firenze nel campionato DNA e contribuisce alla salvezza che vale l'ammissione, a seguito della riforma dei campionati, alla nuova lega DNA Silver. Firenze tuttavia lascerà decadere il proprio titolo sportivo, non iscrivendosi.
Chiusa l'esperienza in terra toscana si accasa alla Pallacanestro Ferrara, ma purtroppo a dicembre si infortuna (rottura del legamento crociato anteriore ginocchio destro). Rientrerà in tempo per giocare e risultare decisivo nella serie play-off contro Ravenna. L'anno successivo (2014-15) è ancora in terra estense, prima di scendere di categoria per giocare nei Raggisolaris Faenza in DNB.
Dalla stagione 2017-18 ritorna a Imola, stavolta sponda giallonera, vestendo la maglia della Virtus Imola.

## Palmarès
- Coppa Italia Lega Nazionale Pallacanestro: 3

Virtus Siena: 2007-08
Virtus Siena: 2010-11
Fulgor Omegna: 2011-12